# Simon Shnapir
Simon Shnapir (Mosca, 20 agosto 1987) è un pattinatore artistico su ghiaccio statunitense.

In coppia con Marissa Castelli ha vinto la medaglia di bronzo nella gara a squadre alle Olimpiadi di Soči 2014, ai Campionati dei Quattro continenti e ai Mondiali juniores, oltre a due titoli statunitensi.

## Biografia
È nato a Mosca, in Unione Sovietica, ma è emigrato negli Stati Uniti insieme alla propria famiglia quando aveva appena 16 mesi.

## Palmarès

### Coppie con Dee Dee Leng
| Internazionali          | Internazionali |
| Evento                  | 2014–15        |
| ----------------------- | -------------- |
| GP NHK Trophy           | 6°             |
| GP Rostelecom Cup       | 8°             |
| Nazionali               |                |
| Campionati statunitensi | 8°             |

### Coppie con Marissa Castelli
| Internazionali | Internazionali | Internazionali | Internazionali | Internazionali | Internazionali | Internazionali | Internazionali | Internazionali |
| Evento | 2006–07        | 2007–08        | 2008–09        | 2009–10        | 2010–11        | 2011–12        | 2012–13        | 2013–14        |
| --- | -------------- | -------------- | -------------- | -------------- | -------------- | -------------- | -------------- | -------------- |
| Giochi olimpici invernali |                |                |                |                |                |                |                | 9°h            |
| Campionati mondiali |                |                |                |                |                |                | 13°            | 11°            |
| Campionati dei Quattro continenti |                |                |                | 10°            |                |                | 3°             |                |
| GP Trophée Eric Bompard |                |                |                | 7°             |                |                |                |                |
| GP NHK Trophy |                |                |                |                |                | 7°             | 3°             | 4°             |
| GP Skate America |                |                |                |                | 6°             |                | 5°             | 6°             |
| GP Skate Canada |                |                |                |                | 4°             |                |                |                |
| Ice Challenge |                |                |                |                |                |                | 1°             |                |
| Nepela Memorial |                |                |                |                |                | 4°             |                |                |
| U.S. Classic |                |                |                |                |                |                |                | 4°             |
| Internazionali: Junior |                |                |                |                |                |                |                |                |
| Campionati mondiali |                |                | 3°             |                |                |                |                |                |
| JGP Finale |                |                | 6°             |                |                |                |                |                |
| JGP Repubblica Ceca |                |                | 4°             |                |                |                |                |                |
| JGP Estonia |                | 10°            |                |                |                |                |                |                |
| JGP Gran Bretagna |                |                | 4°             |                |                |                |                |                |
| Nazionali |                |                |                |                |                |                |                |                |
| Campionati statunitensi | 9° N.          | 3° N.          | 3° J.          | 10°            | 5°             | 5°             | 1°             | 1°             |
| Eastern Sectional Championships | 4° N.          | 1° N.          |                | 1°             |                |                |                |                |
| Eventi a squadre |                |                |                |                |                |                |                |                |
| Giochi olimpici invernali |                |                |                |                |                |                |                | 3° S           |
| World Team Trophy |                |                |                |                |                |                | 1° S 5° P      |                |
| Categorie: N. = Novice; J. = Junior S = Risultato della squadra; P = Risultato personale; Medaglie assegnate solo per il risultato della squadra. |                |                |                |                |                |                |                |                |